# Heinkel He 46
Heinkel He 46 là một loại máy bay trinh sát và hiệp đồng tác chiến với lục quân của Đức. Nó được thiết kế năm 1931. Khi chiến tranh thế giới II nổ ra thì He 46 chỉ phục vụ trong biên chế Luftwaffe một thời gian tại tiền tuyến, đến cuối năm 1943 nó được dùng làm máy bay ném bom bay đêm, sau đó bị thải loại.

## Biến thể
- He 46a: Mẫu thử đầu tiên.
- He 46b: Mẫu thử thử hai.
- He 46c: Mẫu thử thứ ba.
- He 46C-1: Phiên bản sản xuất đầu tiên.
- He 46C-2: Phiên bản xuất khẩu He 46C-1 cho Bulgaria, lắp động cơ NACA. 18 chiếc
- He 46D-0: 6 chiếc thuộc lô sản xuất thử.
- He 46E-1:
- He 46E-2:
- He 46E-3:
- He 46F-1: Máy bay huấn luyện không vũ trang.
- He 46F-2: Máy bay huấn luyện không vũ trang.

## Quốc gia sử dụng
Bulgaria
- Không quân Bulgariy

 Germany
- Luftwaffe

 Hungary
- Không quân Hoàng gia Hungary

 Nhà nước Tây Ban Nha
- Không quân Tây Ban Nha

## Tính năng kỹ chiến thuật (He 46C-1)
Dữ liệu lấy từ Kay & Smith, p. 120.
Đặc điểm tổng quát
- Kíp lái: 2
- Chiều dài: 9,5 m (31 ft 2 in)
- Sải cánh: 14 m (45 ft 11¼ in)
- Chiều cao: 3,4 m (11 ft 11¾ in)
- Diện tích cánh: 32,2 m² (347 ft²)
- Trọng lượng rỗng: 1.765 kg (3.891 lb)
- Trọng lượng có tải: 2.300 kg (5.070 lb)
- Động cơ: 1 × Bramo SAM 22B (sau gọi là 322B), 493 kW (660 hp)

 Hiệu suất bay 
- Vận tốc cực đại: 250 km/h (135 kn, 155 mph)
- Tầm bay: 1.000 km (540 nmi, 621 mi)
- Trần bay: 6.000 m (19.680 ft)

Trang bị vũ khí

- 1 × súng máy MG 15 7.92 mm (0.312 in)
- 20 quả bom 10 kg (22 lb)